# Доленя Добрава (Гореня вас-Поляне)
Доленя Добрава (словен. Dolenja Dobrava) — поселення в общині Гореня вас-Поляне, Горенський регіон, Словенія. Висота над рівнем моря: 403,7 м.